# Rafael da Silva
Rafael Pereira da Silva (1990. július 9., Petrópolis, Rio de Janeiro) brazil labdarúgó, a Botafogo játékosa. Általában jobbhátvédként lép pályára, de képes jobbszélsőt is játszani. Ikertestvére, Fábio a Nantes játékosa.

## Pályafutása

### Manchester United
Rafael a Fluminensében kezdte pályafutását. Őt és testvérét, Fábiót 2005-ben fedezte fel a Manchester United megfigyelője, Lee Kershaw, amikor egy ifjúsági tornán vettek részt Hongkongban.
Rafael végül 2008 januárjában igazolt a Vörös Ördögökhöz, először egy Peterborough United elleni barátságos meccsen léphetett pályára augusztus 4-én. A 2008/09-es szezonra már az első csapat tagjaként nevezték és megkapta a 21-es mezt, melyet korábban Dong Fangzhuo viselt. Már az idény első játéknapján pályára léphetett, a Newcastle United elleni meccsen Fraizer Campbellt váltotta a második félidőben.
Első alkalommal 2008. szeptember 23-án, egy Middlesbrough elleni Ligakupa-meccsen léphetett pályára kezdőként a Unitedben. Hét nappal később a Bajnokok Ligájában is lehetőséget kapott a dán Aalborg BK ellen. Sokak számára meglepő volt, hogy Sir Alex Ferguson Rafaelt játszatta jobbhátvédként Gary Neville vagy Wes Brown helyett, de mint kiderült, jól döntött. A brazil játékos sok gondot okozott a dánoknak felfutásaival és két jó lövést is bemutatott, de a 66. percben el kellett hagynia a pályát sérülés miatt.
A Premier League-ben először 2008. október 18-án léphetett pályára kezdőként, amikor a manchesteriek 4-0 arányban legyőzték a West Bromwich Albiont. November 9-én első gólját is megszerezte a United játékosaként, bár csapata így is 2-1-es vereséget szenvedett az Arsenaltól. 2009. április 19-én, egy Everton elleni FA Kupa meccsen együtt játszhatott ikertestvérével, ez volt az első ilyen alkalom, mióta a Manchester Unitedhez igazoltak.
A 2008–09-es szezon végén őt és csapattársát, Jonny Evanst is nevezték az "Év legjobb fiatal játékosa" díjra, amit aztán az Aston Villa futballistája, Ashley Young nyert meg.
2009. december 30-án Rafael megszerezte United-pályafutása második gólját, és az elsőt az Old Traffordon a Wigan Athletic elleni 5–0-s bajnokin. 2010. április 7-én Rafaelt először kiállították a csapat játékosaként, mert két sárga lapot kapott a Bayern München ellen a Bajnokok Ligája negyeddöntőjének visszavágóján. A piros lap ellenére Sir Alex Ferguson megdicsérte a teljesítményéért.
2011. január 16-án másodszor is kiállították a Tottenham Hotspur elleni 0–0-s döntetlen során. Később az FA-től 8000 fontos büntetést kapott. Agyrázkódást szenvedett a Blackpool elleni, idegenbeli 3–2-es győzelem során január 25-én, az eltiltását követő első összecsapásán, majd kórházba szállították röntgenvizsgálatra, ahonnan később, a többi vizsgálat után kiengedték. 
2012. július 2-án új, négyéves szerződést írt alá, amellyel 2016-ig a klub játékosa marad. A 2012–13-as szezonban a 2-es számú mezt kapta, amelyet korábban a 2011-ben visszavonult Gary Neville viselt. Miután kihagyta a kiírás nyitómeccsét, 2012. augusztus 25-én visszatért a Fulham ellen, majd megszerezte a United harmadik gólját a 3–2-re megnyert meccsen. Szeptember 23-án meglőtte az egyenlítő gólt az Anfielden. Végül 1–2-re győztek a Liverpool elleni rangadón. Október 23-án 100. alkalommal lépett pályára a "Vörös Ördögök" színeiben a portugál Braga ellen 3–2-re megnyert találkozón. 2013. február 23-án Rafael megszerezte csapata első találatát a Queens Park Rangers (QPR) vendégeként 2–0-ra megnyert bajnokin. Május 5-én piros lapot kapott a Chelsea ellen, amiért szabálytalankodott David Luiz ellen.
2014. szeptember 27-én őt választották a "Meccs legjobbjának" a West Ham United elleni 2–1-es siker során.

### Lyon
2015. augusztus 3-án csatlakozott a francia Olympique Lyonnaishoz, négy évre szóló szerződéssel. Eleinte alapjátékosként számítottak rá, de Kenny Tete és Léo Dubois ellen harcolt a kezdőbe kerülésért és 2018-ban elveszítette állandó helyét a csapatban. A Lyonban összesen 103 meccset tudott teljesíteni, ezeken két gólt szerzett. Az elsőt még 2015. október 16-án az AS Monaco ellen a 85. percben, amivel 1–1-es döntetlenre hozta az eredményt.

### İstanbul Başakşehir
2020. szeptember 8-án a török İstanbul Başakşehir bejelentette, hogy ingyen szerződteti két évre, opcióval egy harmadik hosszabbításra. Szeptember 14-én hárompercnyi játéklehetőséget kapott a Hatayspor ellen 2–0-ra elveszített Süper Lig-találkozón. A szezon második felére egyre többet bajlódott sérüléssel, ami miatt több mérkőzést kihagyott.

### Botafogo
2021. szeptember 8-án visszatért hazájába, Brazíliába, ahol két és fél évre elkötelezte magát a Botafogo FR-hez.

### A válogatottban
2007-ben Rafael tagja volt a U17-es vb-n szereplő brazil válogatott keretének.
A 2012-es londoni olimpián ezüstérmet szerzett a Seleçãoval. A felnőtt válogatott mezét összesen két alkalommal ölthette magára.

## Sikerei, díjai

### Klubcsapatokban
Manchester United
- Angol bajnok: 2008–09, 2010–11, 2012–13
- Angol ligakupa: 2009, 2010
- Angol szuperkupa: 2008, 2011, 2013
- FIFA-klubvilágbajnokság: 2008

Botafogo
- Brazil másodosztály: 2021

### A válogatottban
Brazília utánpótlás
- Copa América U17: 2007
- Olimpiai játékok ezüstérmes: 2012